# Îles du Duc de Gloucester
De Îles du Duc de Gloucester, is een eilandengroep in de Tuamotu archipel, in Frans-Polynesië. De eilandengroep ligt ten zuidoosten van Tahiti en ten zuiden van de rest van de Tuamotu archipel. De eilanden werden in 1767 door Philip Carteret ontdekt.

## Geografie en demografie
De vier eilanden liggen afgelegen ten opzichte van de andere Tuamotu, en hebben maar een zeer kleine permanente bewoning. De grootste permanente bewoning is gelegen op de commune associée (deelgemeente) Hereheretue, vanwaar de andere eilanden bestuurd worden. Administratief zijn alle eilanden onderdeel van de gemeente (commune) Hao.
| Atol/eiland | Inwoners     | Oppervlakte |
| ----------- | ------------ | ----------- |
| Anuanuraro  | onbewoond    | 2,2 km²     |
| Anuanurunga | onbewoond    | 7 km²       |
| Hereheretue | 58           | 4 km²       |
| Nukutepipi  | 5 (variabel) | 2,3 km²     |
| Totaal      | 62           | 16 km²      |